# Festuca japonica
Festuca japonica là một loài thực vật có hoa trong họ Hòa thảo. Loài này được Makino mô tả khoa học đầu tiên năm 1906.